# Verlag für Regionalgeschichte
Der Verlag für Regionalgeschichte (v|rg) legt Bücher und Zeitschriften mit regionalgeschichtlichem Bezug für Westfalen und Teile Niedersachsens auf und hat seinen Sitz in Gütersloh. Er veröffentlicht wissenschaftlich fundierte Bücher zu historischen Themen in ihren regionalen Zusammenhängen. Ausweislich der Eintragungen und der Datenbank der Deutschen Nationalbibliothek hat der Verlag mehr als 600 Titel aufgelegt.
Seit 2020 ist der Verlag ein Imprint des Aschendorff-Verlags.

## Reihen
Der Verlag gibt mehrere Reihen heraus (Auswahl regional sortiert):
- Beiträge zur Geschichte der Stadt Bad Salzuflen
- Beiträge zur Heimatkunde der Städte Löhne und Bad Oeynhausen sowie Geschichte im unteren Werretal sowie Stadtgeschichte in Tondokumenten
- Geschichte in Bethel
- Schriften der Historischen Museen der Stadt Bielefeld
- Schriften des Bochumer Zentrums für Stadtgeschichte
- Borkener Schriften zur Stadtgeschichte und Kultur
- Braunschweiger Beiträge zur deutschen Sprache und Literatur
- Celler Beiträge zur Landes- und Kulturgeschichte sowie Kleine Schriften zur Celler Stadtgeschichte sowie Quellen und Darstellungen zur Geschichte des Landkreises Celle
- Dortmunder Mittelalter-Forschungen sowie Veröffentlichungen des Stadtarchivs Dortmund
- Beiträge zur Geschichte der Stadt Goslar / Goslarer Fundus
- Veröffentlichungen aus dem Kreisarchiv Gütersloh
- Studien zur Hamelner Geschichte
- Hannoversche Schriften zur Regional- und Lokalgeschichte
- Herforder Forschungen sowie Herforder Geschichtsquellen
- Historisches Jahrbuch für den Kreis Herford
- Sonderveröffentlichungen der Gesellschaft für Kieler Stadtgeschichte
- Schriften der Heresbach-Stiftung Kalkar
- Schriften des Städtischen Museums Lemgo
- Quellen und Forschungen zur Lingener Geschichte
- Lippische Mitteilungen aus Geschichte und Landeskunde sowie Sonderveröffentlichungen des Naturwissenschaftlichen und Historischen Vereins für das Land Lippe
- Die Protokolle der lutherisch-reformierten Gesamtsynode der Grafschaft Mark und ihrer Nebenquartiere 1817-1834
- Veröffentlichungen des Instituts für Historische Landesforschung, Göttingen
- Historisch-Landeskundliche Exkursionskarte von Niedersachsen
- Niedersächsisches Ortsnamenbuch
- Veröffentlichungen des Ostfälischen Instituts der Deuregio Ostfalen
- Archäologie in Ostwestfalen der Gesellschaft zur Förderung der Archäologie in Ostwestfalen
- Sonderveröffentlichung des Historischen Vereins für die Grafschaft Ravensberg
- IZRG-Schriftenreihe des Instituts für schleswig-holsteinische Zeit- und Regionalgeschichte
- Kulturlandschaft Schaumburg sowie Schaumburger Studien
- Veröffentlichungen der Historischen Kommission für Westfalen sowie Quellen und Forschungen zur Kirchen- und Religionsgeschichte der Historischen Kommission für Westfalen
- Schriften des Landeskirchlichen Archivs der Evangelischen Kirche von Westfalen
- Westfälische Beiträge zur niederdeutschen Philologie der Kommission für Mundart- und Namenforschung Westfalens
- Westfälisches Ortsnamenbuch der Akademie der Wissenschaften zu Göttingen

Ohne regionale Zuordnung:
- Quellen zur Regionalgeschichte
- Studien zur Regionalgeschichte
- Religion in der Geschichte
- Augustin Wibbelt: Gesammelte Werke in Einzelausgaben und das Jahrbuch der Augustin Wibbelt-Gesellschaft
- Schriften des Instituts für Diakonie- und Sozialgeschichte an der Kirchlichen Hochschule Wuppertal/Bethel
- Hexenforschung, Institut für Geschichtliche Landeskunde und Historische Hilfswissenschaften, Tübingen